# Стубен (округ, Нью-Йорк)
Шаблон:StateAbbr_ 42°16′ пн. ш. 77°23′ зх. д. / 42.26° пн. ш. 77.39° зх. д.
Округ Стубен (англ. Steuben County) — округ (графство) у штаті Нью-Йорк, США. Ідентифікатор округу 36101.

## Історія
Округ утворений 1796 року.

## Демографія
За даними перепису 
2000 року 
загальне населення округу становило 98726 осіб, зокрема міського населення було 37242, а сільського — 61484.
Серед мешканців округу чоловіків було 48365, а жінок — 50361. В окрузі було 39071 домогосподарство, 26212 родин, які мешкали в 46132 будинках.
Середній розмір родини становив 3,01.
Віковий розподіл населення поданий у таблиці:
| Стать    | До 15 років | 15-21 | 22-29 | 30-39 | 40-49 | 50-65 | 65-85 | Понад 85 |
| -------- | ----------- | ----- | ----- | ----- | ----- | ----- | ----- | -------- |
| Чоловіки | 10720       | 4727  | 3898  | 6794  | 7661  | 8183  | 5817  | 565      |
| Жінки    | 10362       | 4421  | 4205  | 6938  | 7686  | 8160  | 7344  | 1245     |

## Суміжні округи
- Онтаріо — північ
- Єйтс — північний схід
- Скайлер — схід
- Чеманг — схід
- Тайога, Пенсільванія — південь
- Поттер, Пенсільванія — південний захід
- Аллегені — захід
- Лівінгстон — північний захід

## Виноски
1. ↑  U.S. Decennial Census. United States Census Bureau. Архів оригіналу за 12 травня 2015. Процитовано 7 січня 2015.
2. ↑  Historical Census Browser. University of Virginia Library. Архів оригіналу за 11 серпня 2012. Процитовано 7 січня 2015.
3. ↑  Population of Counties by Decennial Census: 1900 to 1990. United States Census Bureau. Архів оригіналу за 19 лютого 2015. Процитовано 7 січня 2015.
4. ↑  Census 2000 PHC-T-4. Ranking Tables for Counties: 1990 and 2000 (PDF). United States Census Bureau. Архів оригіналу (PDF) за 18 грудня 2014. Процитовано 7 січня 2015.
5. ↑  State & County QuickFacts. United States Census Bureau. Архів оригіналу за 20 липня 2011. Процитовано 13 жовтня 2013. [Архівовано 2011-06-06 у Wayback Machine.](англ.) Наведено за англійською вікіпедією.
6. ↑  American FactFinder. Бюро перепису населення США. Архів оригіналу за 26 лютого 2012. Процитовано 31 січня 2008. [Архівовано 2008-05-21 у Wayback Machine.]

| США | Це незавершена стаття з географії США. Ви можете допомогти проєкту, виправивши або дописавши її. |